# Azendohsaurus
Azendohsaurus byl rod archosaurního plaza, žijícího v období středního triasu na území dnešního Maroka. Dříve byl považován za vývojově primitivního dinosaura, dnes nicméně převládá názor, že se jednalo o nedinosauřího archosauromorfa.

## Popis
Je znám pouze na základě nekompletních fragmentů čelistí s několika zuby. Původně byl tento rod považován za příslušníka prosauropodních dinosaurů nebo některé jiné skupiny těchto pokročilých diapsidních plazů. Podle studie z roku 2007 (Irmis et al.) však zřejmě vůbec nešlo o dinosaura, nýbrž o vývojově primitivnějšího archosaurního plaza. To potvrzuje také další objev a studie z roku 2010. Typový druh byl v roce 1972 formálně popsán jako A. laaroussi paleontologem J. M. Dutuitem.